# Algorytm Johnsona
Algorytm Johnsona – algorytm znajdowania najkrótszych ścieżek między wszystkimi parami wierzchołków. Działa w czasie {\displaystyle O(|V|^{2}\log |V|+|V||E|)} (zakładając, że wykonuje algorytm Dijkstry przy użyciu kolejek priorytetowych opartych na kopcach Fibonacciego), dla grafów rzadkich jest więc asymptotycznie szybszy od algorytmu Floyda-Warshalla. Algorytm Johnsona zwraca albo macierz wag najkrótszych ścieżek, albo informuje, że graf wejściowy ma cykl o ujemnej wadze. Algorytm Johnsona wykorzystuje algorytmy Dijkstry i Bellmana-Forda .

## Działanie
Algorytm Johnsona wykonuje się w następujących krokach:
- Dodaj nowy węzeł {\displaystyle q} połączony krawędziami o wagach {\displaystyle 0} z każdym innym wierzchołkiem grafu.
- Użyj algorytmu Bellmana-Forda startując od dodanego wierzchołka {\displaystyle q,} aby odnaleźć minimalną odległość {\displaystyle d[v]} każdego wierzchołka {\displaystyle v} od {\displaystyle q.} Jeżeli został wykryty ujemny cykl, zwróć tę informację i przerwij działanie algorytmu.
- W tym kroku przewagujemy graf tak, aby zlikwidować ujemne wagi krawędzi nie zmieniając wartości najkrótszych ścieżek. W tym celu każdej krawędzi {\displaystyle (u,v)} o wadze {\displaystyle w(u,v)} przypisz nową wagę {\displaystyle w(u,v)+d[u]-d[v].}
- Usuń początkowo dodany węzeł {\displaystyle q.}
- Użyj algorytmu Dijkstry dla każdego wierzchołka w grafie[1] .